# Bugre (Minas Gerais)
Bugre é um município brasileiro no interior do estado de Minas Gerais, Região Sudeste do país. Localiza-se no Vale do Rio Doce e pertence ao colar metropolitano do Vale do Aço. Sua população recenseada em 2022 era de 4 041 habitantes.

## História
A área do atual município de Bugre fora ocupada originalmente pelos povos indígenas Guaranis. Esses povos, denominados pela alcunha racista de Bugre - que significa selvagem - migraram para a região devido às invasões de seus territórios. Antônio Marques, Gico Santos e Chico Chumbo alcançaram a região em 1909 e abriram caminho ao surgimento do povoado de São Sebastião do Bugre, nome recebido em referência aos indígenas. Na mesma ocasião vieram cinco famílias e em 1910, Antônio Marques estabeleceu a atividade comercial, passando a manter uma loja de tecido, bebidas, enlatados e remédios. Ao redor do arraial, instalaram-se fazendas, dando origem à prática da agropecuária.
Dado o desenvolvimento da localidade, pela lei nº 336, de 27 de dezembro de 1948, foi criado o distrito de Bugre, subordinado a Iapu. A emancipação foi decretada pela lei estadual nº 12.030, de 21 de dezembro de 1995, instalando-se em 1 de janeiro de 1997.

## Geografia
De acordo com a divisão regional vigente desde 2017, instituída pelo IBGE, o município pertence às Regiões Geográficas Intermediária e Imediata de Ipatinga. Até então, com a vigência das divisões em microrregiões e mesorregiões, fazia parte da microrregião de Caratinga, que por sua vez estava incluída na mesorregião do Vale do Rio Doce.